# Trubivșciîna, Iahotîn
Trubivșciîna (în ucraineană Трубівщина) este un sat în comuna Nîciîporivka din raionul Iahotîn, regiunea Kiev, Ucraina.

## Demografie
Componența lingvistică a localității Trubivșciîna
     Ucraineană (95,37%)
     Rusă (3,27%)
     Alte limbi (1,09%)
Conform recensământului din 2001, majoritatea populației localității Trubivșciîna era vorbitoare de ucraineană (95,37%), existând în minoritate și vorbitori de rusă (3,27%).